# Die Stimme. Jüdische Zeitung
Die Stimme war eine jüdische Zeitung, die vom zionistischen Landesverband für Österreich von 5. Jänner 1928 bis 11. März 1938 herausgegeben wurde. Die im Format 40 × 26 cm (2°) zunächst wöchentlich (ab 3. Jänner 1934 2× wöchentlich; ab 11. Oktober 1937 3× wöchentlich) erschienene Zeitung folgte mit der Datumsangabe dem jüdischen Kalender. 

## Redakteure
- ab 3. Jan. 1934: Sigmund Finkelstein[1];
- ab 13. März 1934: Rudolf Glücklich;
- ab 7. Sept. 1934: Imre Kaiser;
- ab 4. Okt. 1935: Alfred Oswald Rosegg;
- ab 31. Jan. 1936: Pinkas Singer i. V.;
- ab 3. Apr. 1936: Alfred Oswald Rosegg;
- ab 15. Juni 1937: Karl Schindler;
- 6. Juli 1937: Eduard Grossmann;
- ab 9. Juli 1937: Robert Polower.

Darin enthalten waren von 1929 bis 1930 „Die Stimme der Jugend“ und im Jahr 1930 „Die Stimme der jüdischen Frau“.